# Pogorzel Wielka
Pogorzel Wielka est un village polonais de la gmina de Biała Piska, dans le powiat de Pisz, voïvodie de Varmie-Mazurie, au nord-est du pays.
Il est situé à environ 26 km au nord-est de Pisz et à 109 km à l'est de la capitale régionale Olsztyn.
Sa population est d'environ 180 habitants.